# Lasaia sula
Lasaia sula är en fjärilsart som beskrevs av Otto Staudinger 1888. Lasaia sula ingår i släktet Lasaia och familjen Riodinidae. Inga underarter finns listade i Catalogue of Life.

## Bildgalleri

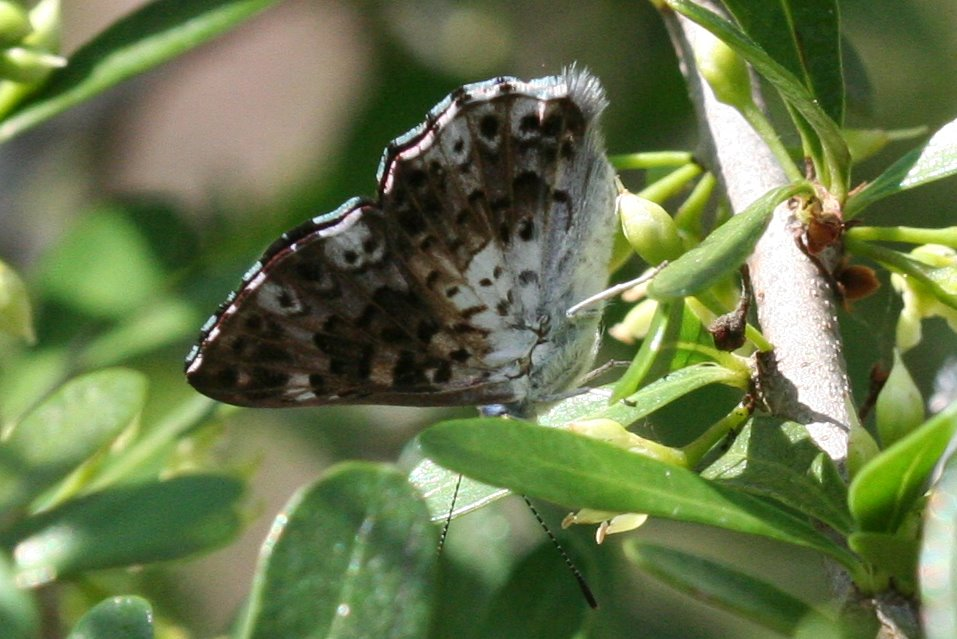